# Зиядоглу
Зиядоглу (азерб. Ziyadoğlular) — азербайджанский ханский род, правивший Карабахским бейлербейством (1555—1695), Гянджинским ханством (1747—1804, 1826—1827) и Кахетией (1651—1664, 1694—1703). Некоторые представители рода занимали иные государственные должности в Сефевидском государстве, Российской империи и Азербайджанской Демократической Республике.

## Происхождение
Предки рода происходили из каджаров и долгое время жили в провинции Рум, пока один из них по имени Хазар-бек не покинул его и не переселился в Азербайджан. Вскоре после прибытия Хазар-бек, находясь в Лахиджане, представил шаху Тахмасибу I своего сына Уммат-хана. Последнему за его преданность государству и было пожаловано звание Зиядоглу. После смерти Уммат-хана его сыновья продолжали пользоваться шахским расположением.

## Карабахское бейлербейство
Шах Тахмасп I, объединив разрозненные феодальные владения Азербайджана, назначил в 1551 году бейлярбеем Карабаха и Гянджи сына Уммат-хана Шахверди султана Зиядоглу. Официальный доход карабахских бейлярбеев с тиюля более чем в два раза превышал доход астрабадского бейлярбея. Они получали 24 762 тумана и 987 динаров и выставляли военный контингент в 6084 человека. Шахверди султан играл важную политическую роль при сефевидском дворе. Во время турецко-персидской войны его частями был разбит вражеский отряд Искандер-паши, осаждавший Эрзерум. Что помогло Сефевидскому государству одержать победу в Южном Кавказе и удержать Эривань. За это Шахверди султан был удостоен звания мусахиб, а также получал местность Данеки в области Шеки.
Шахверди султан имел трех сыновей: один из них, Халил-хан, ещё при жизни отца стал бейлербеем Астрабада и главой племени каджар. Второй сын, Ибрахим-хан (1564—1575), стал править вместо отца после его смерти, а позже его сменил младший брат, Юсиф халифа (1575—1576). После его смерти власть перешла Мухаммед-хану (1588—1590), сыну Халил-хана. Он управлял этой областью до 1614 года, когда погиб во время похода против Теймураза. В 1590 году представитель рода Хасан-хан был назначен даругой города Шираз. Ещё один Зиядоглу Хусейн-хан упоминается как губернатор Астрабада в 1601-1603 году, когда он был отозван в Карабах для участия в боевых действиях против Османов. На смену Мухаммед-хану пришли его сыновья Муршидгулу-хан и Мухаммедгулу-хан. Правление последнего, хотя он и был смещен Аббасом I, отмечалось расцветом Карабаха. Мухаммедгулу-хан управлял Карабахом до своей смерти. После него управление областью перешло его сыну Муртазагулу-хану (1651—1664).

## Гянджинское ханство
В 1736 году после своей кампании на Южном Кавказе сефевидский военачальник Надир-хан Афшар объявил себя шахом в Мугане и родоначальником новой династии Афшаридов. Он узнал, что представитель семейства Зиядоглу Угур-хан выступал против его восхождения на трон и решил наказать за это. У Зиядоглу были отобраны все земли кроме территории будущего Гянджинского ханства. Надир также назначил правителем Гянджи Хаджи-хана Чямишгязякини, но в 1747 году после его смерти шаха гянджинцы выгнали его и на престол взошёл Мухаммедрахим-хан Зиядоглу. Но вскоре Мухаммедрахим был свергнут членом своего семейства Шахверди-ханом Зиядоглу — сыном Келбали-хана. В 1758 году карабахский хан Панахали Джаваншир взял в плен и привёз в Шушу Шахверди хана из-за того, что тот подстрекал Мухаммедхасан-хана Гованлы Каджара на войну с Карабахом. Правителем Гянджи Панахали назначил Мухаммедгулу-хана. После нападения правителя Урмийского ханства Фатали-хана Афшара на Карабах, Шахверди-хан сбежал с плена и нашёл у него убежище. Фатали-хан вновь назначил Шахверди-ханом Гянджи. Шахверди-хан Зиядоглу скончался в 1765 году.
После смерти Шахверди-хана ко власти пришёл его брат Рзагулу-хан, который позже был пленён Керим-хан Зендом и увезён в Шираз. После него престол перешёл сыну Шахверди Мухаммедхасану, который освободил ханство от зависимости Грузии и в 1778 году был свергнут своим братом Мухаммед II. Мухаммед-хан был 1789 году был казнён Ибрагим Халил-ханом Карабахским. В результате гянджинским ханом стал другой сын Шахверди Джавад, который смог защитить ханство от нападения Ибрагим Халила. Джавад-хан Зиядоглу Каджар запомнился как умелый правитель и последний хан Гянджи. У местного населения он также считался героем за свою борьбу против России. Джавад-хан был убит русскими в ночь с 3 на 4 января 1804 года при штурме Гянджи.

## Кахетия
Некоторые из представителей рода также управляли Кахетией. Муртазагулу-хан Зиядоглу в 1651—1664 годах помимо Карабахского бейлербейства владел и Кахетией. В 1694—1703 годах провинция была также под управлением Аббасгулу-хана и Келбали-хана Зиядоглу.